# Edmund Suchodolski
Edmund Józef Suchodolski (ur. 1 marca 1936 w Czystej Dębinie, zm. 30 października 2009 w Białymstoku) – polski inżynier budownictwa, muzyk, kapelmistrz i samorządowiec, w latach 2001–2002 przewodniczący sejmiku podlaskiego.

## Życiorys
Syn Władysława i Heleny. Pochodził z Lubelszczyzny, ukończył szkołę podstawową w Borowie. W 1955 został absolwentem Technikum Budowlanego w Lublinie, podczas nauki należał do szkolnej orkiestry dętej (jako trębacz) i zespołu tanecznego. Po ukończeniu szkoły otrzymał nakaz pracy w dziale zaopatrzenia Zakładów Naprawczych Taboru Kolejowego w Łapach, gdzie wstąpił do zakładowej orkiestry. Jednocześnie należał do orkiestry symfonicznej Wacława Józefowicza oraz założył zespół taneczny. Otrzymał później powołanie do służby wojskowej. Występował w orkiestrze Pilichowskiego oraz zespole Meloman.
W 1973 został absolwentem inżynierii budownictwa w Wyższej Szkole Inżynierskiej w Białymstoku. W latach 70. został dyrektorem Zakładu Budownictwa Wiejskiego w Sokołach, po czym w 1982 powrócił do pracy w ZNTK jako m.in. pracownik administracji i dyrektor techniczny. W latach 80. był kierownikiem budowy Kościoła Świętego Krzyża w Łapach. W październiku 1994 został kierownikiem orkiestry przy Zakładach Naprawczych Taboru Kolejowego. Wydał książkę pt. Kronika Orkiestry Dętej Zakładów Naprawczych Taboru Kolejowego w Łapach.
Działał w samorządzie miejskim. W 1990 wysuniętego jego kandydaturę na burmistrza Łap, jednak w głosowaniu radnych przegrał z Romanem Czepem.
W 1998 wybrany radnym sejmiku województwa podlaskiego I kadencji z listy Akcji Wyborczej Solidarność, został jego wiceprzewodniczącym. W 2001 zastąpił na stanowisku przewodniczącego sejmiku Krzysztofa Jurgiela. W 2002 bezskutecznie ubiegał się o reelekcję z list komitetu wyborczego „Nasze Podlasie”.
Został pochowany 3 listopada 2009 w rodzinnym grobowcu w Łapach.
Od 1959 był żonaty z Janiną, polonistką. W 2005 odznaczony Złotym Krzyżem Zasługi za działalność na rzecz niezależnego ruchu muzycznego.